# Josephat Rop
Josephat Kipchoge Rop (1969) è un ex maratoneta keniota.

## Competizioni internazionali
1998
- 16º alla Maratona di Reims ( Reims) - 2h21'04"

1999
- 4º alla Maratona di Torino ( Torino) - 2h11'40"
- 5º alla Maratona d'Italia ( Carpi) - 2h12'46"
- 10º alla Roma Urbs Mundi ( Roma) - 1h04'21"

2000
- 4º alla Maratona di Torino ( Torino) - 2h10'51"
- Oro alla Maratona di Istanbul ( Istanbul) - 2h17'03"
- Bronzo alla Maratonina della Riviera dei Dogi - 1h03'47"

2001
- 7º alla Maratona di Amsterdam ( Amsterdam) - 2h12'58"
- Bronzo alla Padova Marathon ( Padova) - 2h13'59"

2002
- 4º alla Maratona di Trieste ( Trieste) - 2h13'40"
- Oro alla Maratona di Mombasa ( Mombasa) - 2h13'57"
- Argento alla Emirates International Civilization Marathon ( El Ain) - 2h16'35"
- 6º alla Kenyan Armed Forces Road Race ( Nairobi), 30 km - 1h35'16"

2003
- 6º alla Maratona di Vienna ( Vienna) - 2h17'38"
- 14º alla Maratona di Venezia ( Venezia) - 2h20'36"
- 8º alla Kenyan Armed Forces Road Race ( Nairobi), 30 km - 1h32'06"
- 10º alla Mezza maratona di Saint Denis ( Saint-Denis) - 1h03'38"

2004
- 10º alla Maratona di Vienna ( Vienna) - 2h15'08"
- 8º alla Standard Chartered Nairobi International Marathon ( Nairobi) - 2h15'53"
- 5º alla Standard Chartered Singapore Marathon ( Singapore) - 2h17'57"
- 4º alla Maratona di Innsbruck ( Innsbruck) - 2h28'39"

2005
- Oro alla Maratona di Odense ( Odense) - 2h14'49"
- Argento alla Maratona di Hannover ( Hannover) - 2h16'13"
- 15º alla Standard Chartered Singapore Marathon ( Singapore) - 2h24'26"

2006
- Bronzo alla Maratona di Hannover ( Hannover) - 2h16'38"
- 25º alla Standard Chartered Nairobi International Marathon ( Nairobi) - 2h19'05"
- 4º alla Maratona di Odense ( Odense) - 2h20'25"

2007
- 8º alla Maratona di Tiberiade ( Tiberiade) - 2h17'04"

2008
- Oro alla Maratona di Otterndorf ( Otterndorf) - 2h21'55"